# Patologická morfologie
Patologická morfologie je aplikovaný biologický obor, který se zabývá studiem změny struktury organismu za patologických podmínek. V zásadě se jedná o synonymum k pojmu patologická anatomie, pokud je anatomie chápána jako makroskopická i mikroskopická anatomie, případně se může jednat o pojem zastřešující pojmy patologická anatomie (makroskopické změny) a histopatologie (mikroskopické změny). 
Pojem patologická morfologie se používá především ve veterinární medicíně, v humánní medicíně je v tomto významu preferován pojem patologická anatomie.